# ميلورا هاردن
ميلورا هاردن (بالإنجليزية: Melora Hardin)‏ (من مواليد 29 يونيو 1967) ممثلة ومغنية أميركية.

## سيرة شخصية
ولدت هاردين في هيوستن، تكساس، هي ابنة الممثلة المتقاعدة ديان والممثل جيري هاردين، وشقيقة الرئيس التنفيذي السابق لشركة فلوك شون هاردن. نشأت في سان فرانسيسكو، كاليفورنيا بعدها انتقلت عائلتها إلى هناك عندما كانت في الخامسة من عمرها. ذهبت إلى المدرسة الإعدادية والثانوية بوادي سان فرناندو في مدرسة باتريك هنري جونيور الثانوية ومدرسة يوليسيس إس جرانت الثانوية على التوالي. تخرجت من كلية سارة لورانس. تزوجت من الممثل جيلدارت جاكسون منذ عام 1997. لديهم طفلين.

## روابط خارجية
- ميلورا هاردن على موقع IMDb (الإنجليزية)
- ميلورا هاردن على موقع ألو سيني (الفرنسية)
- ميلورا هاردن على موقع ميوزك برينز (الإنجليزية)
- ميلورا هاردن على موقع تيرنر كلاسيك موفيز (الإنجليزية)
- ميلورا هاردن على موقع أول موفي (الإنجليزية)
- ميلورا هاردن على موقع قاعدة بيانات برودواي على الإنترنت (الإنجليزية)
- ميلورا هاردن على موقع قاعدة بيانات الأفلام السويدية (السويدية)
- ميلورا هاردن على موقع إن إن دي بي (الإنجليزية)
- ميلورا هاردن على موقع ديسكوغز (الإنجليزية)
- ميلورا هاردن على موقع قاعدة بيانات الفيلم (الإنجليزية)